# Liste der Lieder von Madison Beer
Dies ist eine Liste der aufgenommenen und veröffentlichten Lieder der US-amerikanischen Popsängerin Madison Beer. Die Titel sind alphabetisch sortiert. Sie gibt Auskunft über die Urheber und auf welchem Tonträger die Komposition erstmals zu finden ist.

## Eigenkompositionen

### #
| Titel      | Autoren                                                 | Album                 | Jahr |
| ---------- | ------------------------------------------------------- | --------------------- | ---- |
| 15 Minutes | Madison Beer, Leroy Clampitt, Lucy Healey, Pete Rycroft | —                     | 2024 |
| 17         | Madison Beer, Jeremy Dussolliet, Leroy Clampitt         | Silence Between Songs | 2023 |

### A
| Titel                                              | Autoren                                                                                                  | Album                 | Jahr |
| -------------------------------------------------- | --- | --------------------- | ---- |
| All Day and Night (mit Jax Jones & Martin Solveig) | Timucin Lam, Martin Picandet, Rebecca Hill, Hailee Steinfeld, Camille Purcell, Janée Bennett, Mark Ralph | Snacks                | 2019 |
| All for Love (feat. Jack & Jack)                   | Chloe Angelides, Gamal „Lunchmoney“ Lewis, Jack Edward Johnson, Jeff Halavacs, Matt Beckley              | —                     | 2015 |
| At Your Worst                                      | Madison Beer, Lucy Healey, Leroy Clampitt, Tim Sommers                                                   | Silence Between Songs | 2023 |

### B
| Titel                                              | Autoren | Album        | Jahr |
| -------------------------------------------------- | --- | ------------ | ---- |
| Baby                                               | Madison Beer, Elizabeth Lowell Boland, Leroy Clampitt, Jeremy Dussolliet, Timothy Sommers                                          | Life Support | 2020 |
| Blame It on Love (David Guetta feat. Madison Beer) | David Guetta, Allison Kaplan, James Alan Ghaleb, Marc Sibley, Nathan Cunningham, Tor Erik Hermansen, Mikkel Eriksen, Albert Harvey | 7            | 2018 |
| Blue                                               | Madison Beer, Elizabeth Lowell Boland, Leroy Clampitt                                                                              | Life Support | 2021 |
| Boyshit                                            | Madison Beer, Leroy Clampitt, Taylor Upsahl, Jake Banfield, Pete Nappi                                                             | Life Support | 2020 |

### C
| Titel                                       | Autoren                                                                                                 | Album        | Jahr |
| ------------------------------------------- | --- | ------------ | ---- |
| Carried Away (Love to Love) (mit Surf Mesa) | Ajay Bhattacharyya, Hayley Gene Penner, Memo Blue, Powell Aguirre                                       | —            | 2021 |
| Channel Surfing / the End                   | Madison Beer, Elizabeth Lowell Boland, Leroy Clampitt, Jeremy Dussolliet, Timothy Sommers, Paul Shelton | Life Support | 2021 |

### D
| Titel        | Autoren                                                                                        | Album                 | Jahr |
| ------------ | ---------------------------------------------------------------------------------------------- | --------------------- | ---- |
| Dangerous    | Madison Beer, Jeremy Dussolliet, Leroy Clampitt, Tim Sommers, James Francies, Tobias Jesso Jr. | Silence Between Songs | 2022 |
| Dead         | Brittany Amaradio, Madison Love, Michael Keenan                                                | As She Pleases        | 2017 |
| Dear Society | Madison Beer, Elizabeth Lowell Boland, Leroy Clampitt, Jeremy Dussolliet, Timothy Sommers      | —                     | 2019 |
| Default      | Madison Beer, Rachel Keen, Leroy Clampitt                                                      | Life Support          | 2021 |

### E
| Titel                           | Autoren                                                                               | Album                 | Jahr |
| ------------------------------- | ------------------------------------------------------------------------------------- | --------------------- | ---- |
| Effortlessly                    | Madison Beer, Elizabeth Lowell Boland, Leroy Clampitt, Paul Shelton                   | Life Support          | 2021 |
| Emotional Bruises               | Madison Beer, Elizabeth Lowell Boland, Leroy Clampitt, E. Kidd Bogart, Larus Arnarson | Life Support          | 2021 |
| Envy the Leaves                 | Madison Beer, Jeremy Dussolliet, Leroy Clampitt, Tim Sommers                          | Silence Between Songs | 2023 |
| Everything Happens for a Reason | Madison Beer, Leroy Clampitt                                                          | Life Support          | 2021 |

### F
| Titel                   | Autoren                                          | Album          | Jahr |
| ----------------------- | ------------------------------------------------ | -------------- | ---- |
| Follow the White Rabbit | Madison Beer, Rachel Keen, Leroy Clampitt        | Life Support   | 2021 |
| Fools                   | Madison Beer, Jeremy Dussolliet, Timothy Sommers | As She Pleases | 2018 |

### G
| Titel           | Autoren                                                                                                  | Album        | Jahr |
| --------------- | --- | ------------ | ---- |
| Good in Goodbye | Madison Beer, Elizabeth Lowell Boland, Isaiah Libeau, Leroy Clampitt, Jeremy Dussolliet, Timothy Sommers | Life Support | 2020 |

### H
| Titel                          | Autoren | Album                 | Jahr |
| ------------------------------ | --- | --------------------- | ---- |
| HeartLess                      | Madison Beer, Brittany Amaradio, Jordan Johnson, Madison Love, Marcus Lomax, Oliver Peterhof, Stefan Johnson | As She Pleases        | 2018 |
| Homesick                       | Madison Beer, Elizabeth Lowell Boland, Jeremy Dussolliet, Timothy Sommers                                    | Life Support          | 2021 |
| Home to Another One            | Madison Beer, Lucy Healey, Leroy Clampitt, Tim Sommers                                                       | Silence Between Songs | 2023 |
| Home with You                  | Jane Bennett, Leroy Clampitt, Rachel Keen                                                                    | As She Pleases        | 2018 |
| Hurts Like Hell (feat. Offset) | Madison Beer, Kiari Cephus, Charlotte Aitchison, Jason Pebworth, George Astasio, Jon Shave, Michael Sabath   | –                     | 2018 |

### I
| Titel                                               | Autoren                                                 | Album                 | Jahr |
| --------------------------------------------------- | ------------------------------------------------------- | --------------------- | ---- |
| I Have Never Felt More Alive                        | Madison Beer, Leroy Clampitt                            | Fall                  | 2022 |
| Interlude                                           | Madison Beer, Elizabeth Lowell Boland, Leroy Clampitt   | Life Support          | 2021 |
| I Wonder                                            | Madison Beer, Fredrik Ball, Leroy Clampitt, Lucy Healey | Silence Between Songs | 2023 |
| I Won’t Let You Walk Away (Mako feat. Madison Beer) | Madison Beer, Logan Light, Alex Seaver                  | —                     | 2015 |

### K
| Titel              | Autoren                                                                               | Album                 | Jahr |
| ------------------ | ------------------------------------------------------------------------------------- | --------------------- | ---- |
| King of Everything | Madison Beer, Jeremy Dussolliet, Leroy Clampitt, Tim Sommers, Elizabeth Lowell Boland | Silence Between Songs | 2023 |

### M
| Titel                                                                     | Autoren                                               | Album   | Jahr |
| ------------------------------------------------------------------------- | ----------------------------------------------------- | ------- | ---- |
| Make You Mine                                                             | Madison Beer, Leroy Clampitt                          | —       | 2024 |
| Melodies                                                                  | Ben Kohn, Peter Kelleher, Thomas Barnes, Ina Wroldsen | –       | 2013 |
| More ((G)I-DLE, Madison Beer, Lexie Liu, Seraphine & Jaira Burns as K/DA) | Riot Music Team, Rebecca Johnson, Sebastien Najand    | All Out | 2020 |

### N
| Titel                   | Autoren                                 | Album                 | Jahr |
| ----------------------- | --------------------------------------- | --------------------- | ---- |
| Nothing Matters But You | Madison Beer, Fredrik Ball, Lucy Healey | Silence Between Songs | 2023 |

### P
| Titel                                                    | Autoren                                 | Album | Jahr |
| -------------------------------------------------------- | --------------------------------------- | ----- | ---- |
| Pop/Stars ((G)I-DLE, Madison Beer & Jaira Burns as K/DA) | Sebastien Najand, Lydia Paek, Minji Kim | –     | 2018 |

### R
| Titel        | Autoren                                                          | Album                    | Jahr |
| ------------ | ---------------------------------------------------------------- | ------------------------ | ---- |
| Reckless     | Madison Beer, Leroy Clampitt, Jeremy Dussolliet, Timothy Sommers | Silence Between Songs    | 2021 |
| Room for You | Brent Kutzle, Noel Zancanella, Ryan Tedder                       | Clifford the Big Red Dog | 2021 |
| Ryder        | Madison Beer, Jeremy Dussolliet, Leroy Clampitt, Tim Sommers     | Silence Between Songs    | 2023 |

### S
| Titel                                   | Autoren | Album                 | Jahr |
| --------------------------------------- | --- | --------------------- | ---- |
| Say It to My Face                       | Madison Beer, Dayyon Alexander, Fred Ball, Sarah Aarons                                                    | As She Pleases        | 2017 |
| Selfish                                 | Madison Beer, Elizabeth Lowell Boland, Leroy Clampitt, Jeremy Dussolliet, Timothy Sommers, Jaramye Daniels | Life Support          | 2020 |
| Showed Me (How I Fell in Love with You) | Madison Beer, Jeremy Dussolliet, Leroy Clampitt, Tim Sommers, Harold Eugene Clark, James Roger McGuinn     | Silence Between Songs | 2022 |
| Silence Between Songs                   | Madison Beer, Jeremy Dussolliet, Leroy Clampitt, Tim Sommers                                               | Silence Between Songs | 2023 |
| Something Sweet                         | Jennifer Decilveo                                                                                          | —                     | 2015 |
| Sour Times                              | Madison Beer, Elizabeth Lowell Boland, Leroy Clampitt, Jeremy Dussolliet, Timothy Sommers                  | Life Support          | 2021 |
| Spinnin                                 | Madison Beer, Jeremy Dussolliet, Leroy Clampitt, Tim Sommers                                               | Silence Between Songs | 2023 |
| Stained Glass                           | Madison Beer, Leroy Clampitt, Jeremy Dussolliet, Timothy Sommers                                           | Life Support          | 2021 |
| Stay Numb and Carry On                  | Madison Beer, Leroy Clampitt, Jeremy Dussolliet, Timothy Sommers                                           | Life Support          | 2021 |
| Sweet Relief                            | Madison Beer, Lucy Healey, Leroy Clampitt, Tim Sommers                                                     | Silence Between Songs | 2023 |

### T
| Titel            | Autoren                                          | Album          | Jahr |
| ---------------- | ------------------------------------------------ | -------------- | ---- |
| Teenager in Love | Madison Beer, Jeremy Dussolliet, Timothy Sommers | As She Pleases | 2018 |
| The Beginning    | Madison Beer, Leroy Clampitt                     | Life Support   | 2021 |
| Tyler Durden     | Madison Beer, Jeremy Dussolliet, Timothy Sommers | As She Pleases | 2018 |

### U
| Titel       | Autoren                                                                                            | Album | Jahr |
| ----------- | -------------------------------------------------------------------------------------------------- | ----- | ---- |
| Unbreakable | Andrew Goldstein, Evan Kidd Bogart, Emanuel Kiriakou, Heather Miley, Jessica Ashley, Matt Schwartz | —     | 2014 |

### V
| Titel                                           | Autoren                           | Album   | Jahr |
| ----------------------------------------------- | --------------------------------- | ------- | ---- |
| Villain (Madison Beer as K/DA feat. Kim Petras) | Rebecca Johnson, Sebastien Najand | All Out | 2020 |

### W
| Titel               | Autoren | Album        | Jahr |
| ------------------- | ------- | ------------ | ---- |
| We Are Monster High |         | Monster High | 2013 |